# 가카미가하라시야쿠쇼마에역
가카미가하라시야쿠쇼마에역(일본어: 各務原市役所前駅)은 일본 기후현 가카미가하라시에 위치한 나고야 철도 가카미가하라선의 철도역이다. 역 번호는 KG 08이며, 상대식 승강장 2면 2선의 구조를 갖춘 지상역이다.

## 타는 곳
| 1 | ■ 가카미가하라선 | 하행 | 미카키노 · 신우누마 · 이누야마 방면                     |
| 2 | ■ 가카미가하라선 | 상행 | 메이테쓰기후 · (메이테쓰 기후 환승) 메이테쓰나고야 방면 |

## 이용 현황
- 2013년 기준 : 3,865명

## 역 주변
- 가카미가하라 시청
- 가카미가하라 시 산업 문화 센터
- 일본 항공자위대 기후 기지
- 가카미가하라 항공 우주 과학 박물관

## 인접 역
| 나고야 철도 가카미가하라선           | 나고야 철도 가카미가하라선 | 나고야 철도 가카미가하라선 |
| ------------------------------------ | -------------------------- | -------------------------- |
| NH 10 신나카 메이테쓰기후 방면       | □ 쾌속 급행 · ■ 급행       | 롯켄 KG 07 신우누마 방면   |
| KG 09 시민코엔마에 메이테쓰기후 방면 | ■ 보통                     | 롯켄 KG 07 신우누마 방면   |